# Kobylanki (województwo wielkopolskie)
Kobylanki – wieś w Polsce położona w województwie wielkopolskim, w powiecie konińskim, w gminie Skulsk.
| SIMC    | Nazwa     | Rodzaj    |
| ------- | --------- | --------- |
| 0294384 | Nowa Wieś | część wsi |

W latach 1975–1998 miejscowość administracyjnie należała do województwa konińskiego.